# Książę Viseu

Herb Henryka Żeglarza, pierwszego księcia Viseu

Księstwo Viseu (port. Duque de Viseu) – portugalski tytuł stworzony w 1415 roku przez króla Jana I dla swojego trzeciego syna Henryka Żeglarza.
Kiedy Henryk zmarł bezpotomnie, księstwo zostało przekazane jego bratankowi Ferdynandowi (młodszemu synowi króla Edwarda I). Później syn Ferdynanda Manuel został królem, a tytuł wrócił do korony.

## Lista książąt Viseu
1. Henryk Żeglarz, infant Portugalii (1394–1460)
2. Ferdynand, infant Portugalii, pierwszy książę Beja (1433–1470)
3. Jan, drugi książę Beja (1448–1472)
4. Diogo, trzeci książę Beja (1450–1484)
5. Manuel I Szczęśliwy, król Portugalii (1469–1521)
6. Michał, syn pretendenta Michała (II) (1878–1923)
7. Michał, syn pretendenta Duarte Nuno (ur. 1946)